# Закомара

Закомара

Закомари Борисоглібського собору в Чернігові, Україна

Закома́ра — архітектурний елемент, напівкругле чи коловидне звершення зовнішньої стіни будівлі, що закриває собою внутрішнє склепіння й повторює криву його обрису.
Закомари були поширені в кам'яних будівлях, переважно культового призначення (церквах і соборах) Київської Русі. Так, закомари можна бачити на храмах Києва і Чернігова ХІ–XIV ст.ст. (наприклад, Борисоглібський собор ХІІ ст. у Чернігові).
У пізнішу добу, починаючи з Суздальського князівства і далі в Московії, закомари стають традиційною деталлю російського архітектурного стилю, як церковного, так і світського (т.зв. теремного будівництва), а вже у XIX — поч. ХХ ст.ст. закомари є невід'ємною деталлю т.зв. лжеруського стилю, що також використовувався і в храмовому, і в світському будівництві широко по всій Російській імперії, включно з Україною і зокрема, в Києві.